# Zbrodnia w Tryszczynie
Zbrodnia w Tryszczynie – seria zbiorowych egzekucji przeprowadzonych przez okupantów niemieckich w pobliżu miejscowości Tryszczyn, położonej około 10 kilometrów na północ od Bydgoszczy. Na przełomie września i października 1939 bojówki paramilitarnego Selbstschutzu rozstrzelały w rowach strzeleckich nad Brdą około 900 Polaków i Żydów – mieszkańców Bydgoszczy oraz okolicznych miejscowości, których mordowano w ramach tzw. akcji „Inteligencja” (Intelligenzaktion). Masowe egzekucje w Tryszczynie poprzedziły głośną zbrodnię w fordońskiej „Dolinie Śmierci”, w której wyniku wymordowana została większość elity umysłowej Bydgoszczy. Egzekucje w pobliżu Tryszczyna Niemcy przeprowadzali również w kolejnych latach wojny.

## Intelligenzaktionw Bydgoszczy

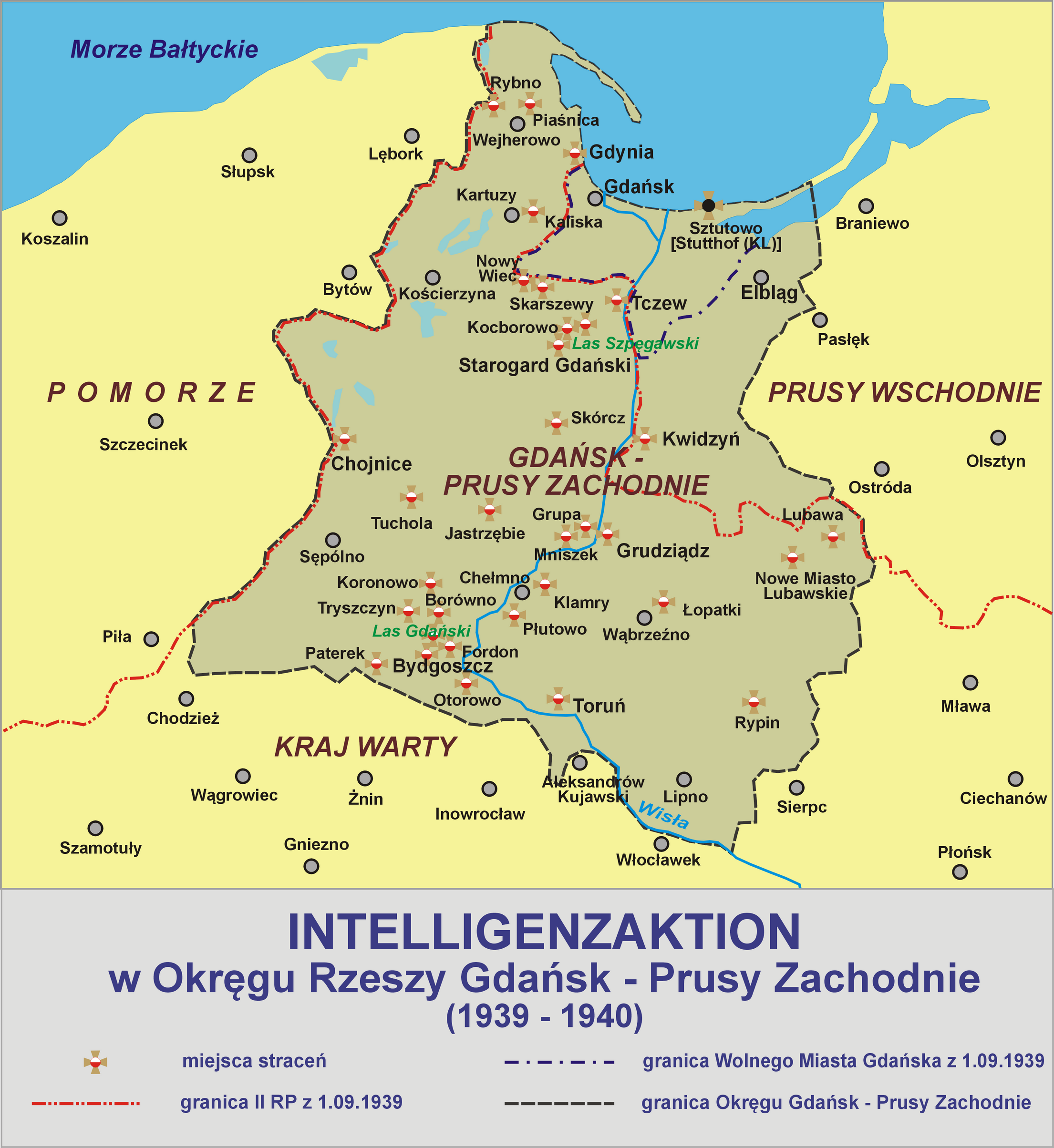
Intelligenzaktion na Pomorzu

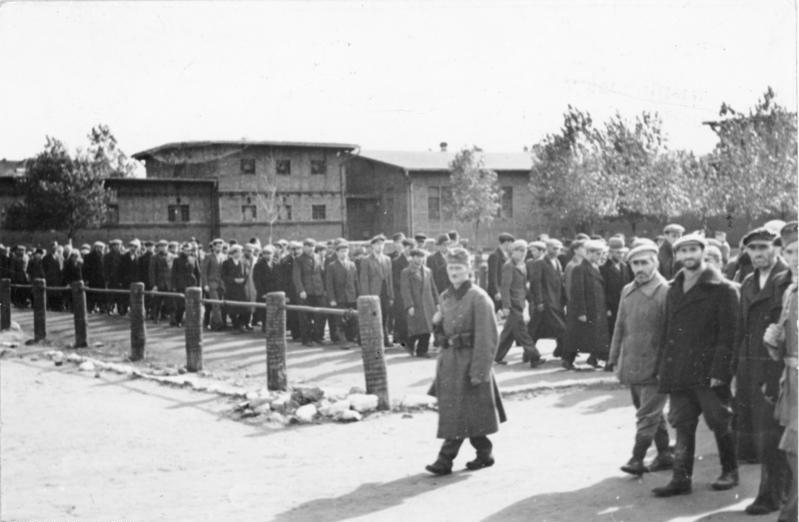
Polacy i Żydzi na terenie bydgoskiego obozu dla internowanych

W pierwszych miesiącach niemieckiej okupacji Pomorze było tym regionem Polski, w którym nazistowski terror przybrał najbardziej brutalną formę. Nawet jednak na tym tle niemieckie represje wobec ludności Bydgoszczy charakteryzowało wyjątkowe nasilenie, co uczyniło z miasta jeden z symboli niemieckich okrucieństw popełnianych w okupowanej Polsce. Aresztowania i egzekucje, dokonywane w pierwszych dniach okupacji przez żołnierzy Wehrmachtu i członków Einsatzgruppen, odbywały się początkowo w atmosferze chaosu i stanowiły zemstę za wydarzenia tzw. bydgoskiej „krwawej niedzieli” (niem. Bromberger Blutsonntag) z 3-4 września 1939 oraz opór stawiany wkraczającym oddziałom niemieckim przez miejscową Straż Obywatelską. Owe represje przekształciły się później w zorganizowaną akcję eksterminacyjną, której celem była likwidacja polskiej inteligencji oraz tzw. warstwy przywódczej w Bydgoszczy. Był to też jeden z elementów szeroko zakrojonych działań eksterminacyjnych, które okupanci niemieccy realizowali na całym Pomorzu w ramach tzw. akcji „Inteligencja”.
Od pierwszych dni okupacji Niemcy przeprowadzali w Bydgoszczy masowe aresztowania, których ofiarą padali nauczyciele, duchowni katoliccy, urzędnicy, policjanci i wojskowi, kupcy i rzemieślnicy, jak również członkowie organizacji i stowarzyszeń krzewiących polskość (takich jak Polski Związek Zachodni, Liga Morska i Kolonialna czy Związek Powstańców i Wojaków). Ponadto ofiarami aresztowań byli również Żydzi. Większość aresztantów trafiała do bydgoskiego obozu dla internowanych (Internierungslager), utworzonego na terenie koszar 15. Pułku Artylerii Lekkiej przy ul. Gdańskiej 147. Tam o dalszym losie aresztowanych decydowała urzędująca w obozie specjalna komisja, złożona początkowo z SS-manów wchodzących w skład Einsatzgruppe IV (specjalnej grupy operacyjnej SD i policji bezpieczeństwa), a później z funkcjonariuszy przybyłego z Gdańska tzw. Einsatzkommando 16 (EK 16). Komisja, na której czele stał radca kryminalny (Kriminalrat) Jakob Lölgen – szef bydgoskiej filii EK 16 – decydowała, których więźniów należy zwolnić lub wysiedlić do Generalnego Gubernatorstwa, których skierować do obozów koncentracyjnych, a których zlikwidować na miejscu. Często w obozie zjawiały się również niemieckie kobiety, które wskazywały więźniów rzekomo biorących udział w bydgoskiej „krwawej niedzieli”. Skazanych na śmierć rozstrzeliwano następnie bez sądu w odludnych miejscach pod Bydgoszczą.

## Egzekucje w lasach tryszczyńskich
Miejscem pierwszych masowych egzekucji przeprowadzanych w okolicach Bydgoszczy w ramach akcji „Inteligencja” stały się okolice wsi Tryszczyn, położonej około 10 kilometrów na północ od Bydgoszczy. Niemcy wykorzystali w tym celu rowy strzeleckie ciągnące się wzdłuż brzegów Brdy, które polscy żołnierze z 62. pułku piechoty „Dzieci Bydgoszczy” wykopali w tamtejszych lasach lub na polach jeszcze przed rozpoczęciem wojny.
Zbiorowe mordy w Tryszczynie rozpoczęły się 28 września 1939 i trwały mniej więcej do połowy października. Na miejsce straceń przywożono z Bydgoszczy (samochodami ciężarowymi) trzy, a nawet cztery razy dziennie kolejne partie skazańców, liczące zazwyczaj po 50-70 osób. Samochody zatrzymywały się zwykle w pobliżu położonej w głębi lasu leśniczówki, skąd już pieszo prowadzono skazańców do rowów strzeleckich. Następnie ofiarom kazano wchodzić do okopów i kłaść się na ziemi, w rzędach po pięć, sześć osób, po czym mordowano strzałami w tył głowy. Podczas procesu Richarda Hildebrandta, Wyższego Dowódcy SS i Policji w Okręgu Rzeszy Gdańsk-Prusy Zachodnie ustalono, że zbiorowe egzekucje w Tryszczynie miały miejsce między innymi w dniach: 1, 3, 5, 7, 9 i 10 października 1939. Po ostatniej egzekucji oprawcy zorganizowali w pobliskiej leśniczówce libację, którą nazwali „zabawą zabójców drogowych”.
Tylko jednej osobie udało się ujść z życiem z egzekucji. Był to doktor Jan Rzadkowolski, który dzięki pomocy rodziny i rolników z Tryszczyna zdołał później uciec do Warszawy, gdzie zmarł podczas okupacji.
Ewald S., członek bydgoskiego Selbstschutzu, przesłuchiwany w 1962 przez zachodnioniemiecką prokuraturę opisał przebieg jednej z egzekucji, którą przeprowadzono w pierwszych dniach października 1939. Około 100 więźniów obozu w koszarach 15 PAL (Polaków i Żydów) przewieziono tego dnia dwiema ciężarówkami do lasów tryszczyńskich. Ostatnią podróż skazańcy musieli odbyć w pozycji leżącej, aby nie dostrzegła ich miejscowa ludność. Następnie prowadzono ich grupami po 15 osób nad rowy strzeleckie i tam rozstrzeliwano. Ciężarówki powtórzyły ten kurs jeszcze dwa razy. Prawdopodobnie zamordowano tego dnia ok. 250 Polaków. Ewald S. twierdził, że egzekucja została przeprowadzona przez „umundurowanych na szaro członków Wehrmachtu czy też Gestapo”.

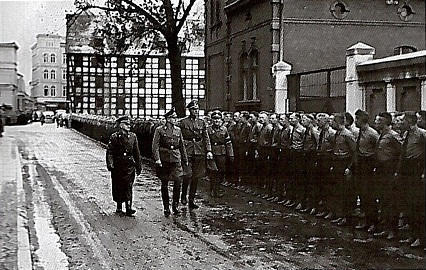
Inspekcja jednostki bydgoskiego Selbstschutzu, od lewej: Josef Meier, Werner Kampe, Ludolf von Alvensleben

Wbrew cytowanemu powyżej zeznaniu dowody wskazują jednak, że zbrodnia w Tryszczynie została wykonana w pierwszym rzędzie rękami członków Selbstschutzu. W masowej mogile pod Tryszczynem odnaleziono bowiem podczas ekshumacji przeprowadzonej w 2009 roku łuski i pociski pochodzące z broni produkcji francuskiej – używanej w 1939 przez żołnierzy bydgoskiego batalionu Obrony Narodowej. Jest mało prawdopodobne, aby Wehrmacht lub SS dokonywały egzekucji za pomocą uzbrojenia wyprodukowanego poza granicami Niemiec, a tymczasem wiadomo, iż członkowie Selbstschutzu powszechnie używali zdobycznej broni. Zgodnie z powojennymi zeznaniami Josefa Meiera, jednego z dowódców bydgoskiego Selbstschutzu, w skład plutonów egzekucyjnych Selbstschutzu wchodzili wyłącznie ochotnicy.
Trudno precyzyjnie ustalić ilu Polaków i Żydów zamordowano w Tryszczynie jesienią 1939 roku. Na podstawie ankiety przeprowadzonej w 1945 przez Okręgową Komisję Badania Zbrodni Hitlerowskich część historyków podaje, iż w sześciu zbiorowych mogiłach nad Brdą pochowano od 1400 do 1500 ofiar nazistowskiego terroru. W zbiorowych mogiłach pod Tryszczynem grzebano jednak również polskich żołnierzy poległych podczas walk we wrześniu 1939, więźniów bydgoskiego Gestapo mordowanych w kolejnych latach wojny, a jesienią 1941 lub w 1942 dodatkowo ponad 200 sowieckich jeńców wojennych. Stąd najbardziej prawdopodobna liczba ofiar zbrodni dokonanej na przełomie września i października 1939 wynosi około 900 osób. Na podstawie zeznań świadków oraz wyników ekshumacji ustalono, że wśród ofiar znaleźli się przedstawiciele bydgoskiej inteligencji i duchowieństwa, osoby pochodzenia żydowskiego oraz rolnicy z okolicznych miejscowości. W Tryszczynie zamordowano również blisko 70 polskich harcerzy i harcerek oraz większość spośród 370 Żydów więzionych w koszarach 15 PAL (pochodzących głównie z Dobrzynia nad Drwęcą). Wśród zamordowanych znajdowały się kobiety, starcy, a nawet 12-letnie dzieci.
Mniej więcej w połowie października 1939 Niemcy zaprzestali przeprowadzania masowych egzekucji w Tryszczynie. Rowy strzeleckie nad Brdą były już zapełnione zwłokami ofiar, a położony bliżej Bydgoszczy Fordon okazał się o wiele bardziej dogodnym z logistycznego punktu widzenia miejscem do dokonywania masowych mordów. W październiku i listopadzie 1939 w tzw. „Dolinie Śmierci” członkowie SS i Selbstschutzu zamordowali od 1200 do 3000 osób – większą część bydgoskiej inteligencji. Fordońska „Dolina Śmierci” stała się symbolem martyrologii mieszkańców Bydgoszczy, przez co wiedza o zbrodni popełnionej przez Niemców w Tryszczynie miała później problem z utrwaleniem się w społecznej świadomości.

## Po wojnie
Od 1945 roku polskie władze prowadziły śledztwo w sprawie wydarzeń w Tryszczynie. Kluczowym świadkiem okazał się leśniczy Henryk Bolcek, który nocami przychodził na miejsce rozstrzeliwań, robił pomiary i szkice. Po wojnie dzięki jego notatkom ustalono miejsca pochówku zabitych. Na przełomie kwietnia i maja 1945 polskie władze przeprowadziły częściową ekshumację ofiar zbrodni w Tryszczynie. Z pięciu zbiorowych mogił wydobyto kilkaset ciał, które pochowano następnie w jednym grobie przy pobliskiej drodze łączącej Bydgoszcz z Koronowem. Trzy lata później zwłoki ekshumowano ponownie, w celu zapewnienia ofiarom godniejszego pochówku. 4 maja 1948 na Starym Rynku w Bydgoszczy wystawiono 128 trumien, zawierających odnalezione szczątki 693 osób zamordowanych przez Niemców w Tryszczynie. Trumny uroczyście przetransportowano i złożono na Cmentarzu Bohaterów na bydgoskim Wzgórzu Wolności. Był to ostatni wielki pogrzeb ofiar hitlerowskiej okupacji Bydgoszczy.
Ekshumacje z lat 1945 i 1948 zostały przeprowadzone niedokładnie i nie objęły wszystkich szczątków (jednego z masowych grobów w ogóle nie odnaleziono), w związku z czym w 2008 miejsce zbrodni tryszczyńskiej odzyskało status obiektu grobownictwa wojennego. W październiku 2009 na miejscu dawnej zbiorowej mogiły z 1945 ponownie rozpoczęto prace ekshumacyjne. Wydobyto wówczas 2213 fragmentów kości, które – jak ustalili to antropolodzy z Uniwersytetu Mikołaja Kopernika – należały do 48 osób. Oznacza to, że w roku 1948, w czasie ekshumacji pozostawiono najniższą warstwę zwłok. Odnaleziono również wiele drobnych przedmiotów należących do ofiar, jak również pociski i łuski karabinowe. Kości zostały złożone do trumny i pochowane na cmentarzu w Tryszczynie.

## Odpowiedzialność sprawców

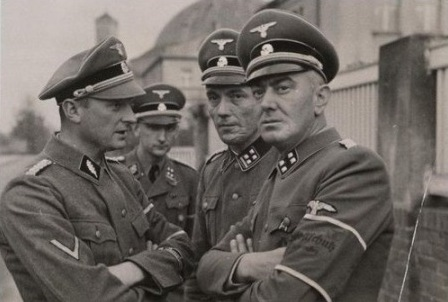
Dowódcy inspektoratów Selbstschutzu

Większość sprawców zbrodni popełnionych na ludności Bydgoszczy, w tym zbrodni tryszczyńskiej, uniknęła po wojnie odpowiedzialności karnej. Przed polskimi sądami stanęło jedynie kilku zbrodniarzy. Albert Forster, gauleiter NSDAP i Namiestnik Rzeszy w Okręgu Rzeszy Gdańsk-Prusy Zachodnie, został w 1948 skazany przez Trybunał Narodowy w Gdańsku na karę śmierci za zbrodnie popełnione na Pomorzu w latach 1939–1945. Wyrok wykonano 28 lutego 1952 w więzieniu mokotowskim. Richard Hildebrandt, Wyższy Dowódca SS i Policji w Okręgu Gdańsk-Prusy Zachodnie, został skazany przez polski sąd w Bydgoszczy na karę śmierci. Wyrok wykonano 10 marca 1951. W tym samym procesie, na karę śmierci skazany został SS-Brigadeführer Max Henze, który od 12 października 1939 pełnił funkcję prezydenta policji w Bydgoszczy. Powieszono go w tym samym dniu co Hildebrandta.
Przywódca pomorskiego Selbstschutzu, Ludolf von Alvensleben, po zakończeniu wojny zbiegł do Argentyny. Ponadto, jak twierdzi Dieter Schenk, zachodnioniemiecki wymiar sprawiedliwości świadomie i z własnej woli pozwolił wielu zbrodniarzom na uniknięcie kary. Postępowanie przeciwko dowódcom bydgoskiego Selbstschutzu – Erichowi Spaarmannowi (szefowi inspektoratu) i Josefowi Meierowi (dowódcy struktur powiatowych zwanemu „Krwawym Meierem”) umorzono w maju 1963. W 1965 prokuratura w Monachium wnioskowała o zaprzestanie ścigania byłego kierownika powiatowej organizacji NSDAP i nadburmistrza Bydgoszczy, Wernera Kampego, dzięki czemu mógł on nadal prowadzić działalność gospodarczą jako przedstawiciel towarzystwa ubezpieczeniowego. Dr Rudolf Oebsger-Röder z bydgoskiego SD pełnił po wojnie funkcję szefa rezydentury zachodnioniemieckiego wywiadu w Dżakarcie oraz pracował jako rzecznik domu i dworu indonezyjskiego dyktatora Suharto.
W 1966 przed sądem w RFN stanęli Jakob Lölgen i jego zastępca, Horst Eichler. Akt oskarżenia zarzucał im spowodowanie w akcjach eksterminacyjnych w Bydgoszczy śmierci w sposób podstępny i z niskich pobudek 349 osób, w tym 74 nauczycieli, 3 lekarzy i prezydenta miasta Leona Barciszewskiego. Obaj oskarżeni zostali uniewinnieni przez sąd przysięgłych, który stwierdził, że działali pod przymusem przełożonych.